# Gluiras
Gluiras ist eine französische Gemeinde im Département Ardèche in der Region Auvergne-Rhône-Alpes. Sie gehört zum Kanton Haut-Eyrieux im Arrondissement Privas. Nachbargemeinden sind Saint-Christol im Nordwesten, Beauvène im Norden, Chalencon im Nordosten, Saint-Maurice-en-Chalencon im Osten, Saint-Sauveur-de-Montagut im Südosten, Saint-Étienne-de-Serre im Süden, Saint-Pierreville im Südwesten und Saint-Genest-Lachamp. Die Bewohner nennen sich Gluirassois. Die Hauptsiedlung, umgeben von zahlreichen Weilern, befindet sich auf ungefähr 800 Metern über Meereshöhe.

## Bevölkerungsentwicklung
| Jahr                       | 1962 | 1968 | 1975 | 1982 | 1990 | 1999 | 2008 | 2014 |
| -------------------------- | ---- | ---- | ---- | ---- | ---- | ---- | ---- | ---- |
| Einwohner                  | 713  | 591  | 452  | 398  | 380  | 349  | 393  | 381  |
| Quellen: Cassini und INSEE |      |      |      |      |      |      |      |      |